# Afrocrania
Afrocrania é um género de besouro pertencente à família Chrysomelidae.
Espécies:
- Afrocrania kaethae Middelhauve & Wagner 2001
- Afrocrania kakamegaensis Middelhauve & Wagner 2001
- Afrocrania luciae Middelhauve & Wagner 2001
- Afrocrania ubatubae Middelhauve & Wagner 2001